# Abadía de Monkwearmouth-Jarrow
La Iglesia de la Abadía de San Pedro y San Pablo en Monkwearmouth-Jarrow, conocida simplemente como Abadía de Monkwearmouth-Jarrow (latín: Monasterii Wirimutham-Gyruum), era un monasterio doble benedictino en el Reino de Northumbria, Inglaterra.
Su primer edificio fue el de San Pedro en Monkwearmouth, sobre el río Wear, fundado en el año 674-675. Se convirtió en una casa doble con la fundación de San Pablo en Jarrow, sobre el río Tyne, en 684-685. Tanto Monkwearmouth (en la actual Sunderland) como Jarrow se encuentran ahora en el condado metropolitano de Tyne y Wear. La abadía se convirtió en un centro de aprendizaje, del que surgió Beda, uno de los más grandes eruditos anglosajones.
Ambos edificios fueron saqueados por invasores vikingos y en el siglo IX la abadía fue abandonada. Después de la conquista normanda de Inglaterra en el siglo XI hubo un breve intento de revivirlo. A principios del siglo XIV, las dos sedes fueron refundadas como celdas del Priorato de Durham. En 1536 fueron entregados a la Corona y disueltos.
Desde la disolución, las dos iglesias abaciales han sobrevivido como iglesias parroquiales de Monkwearmouth y Jarrow, respectivamente. Los dos conjuntos de edificios conventuales quedaron en ruinas. En Jarrow sobreviven varias ruinas junto a la iglesia de San Pablo.
El sitio de cada casa es un monumento planificado. En el sitio de Monkwearmouth, la iglesia de San Pedro es un edificio catalogado de Grado I. En el sitio de Jarrow, tanto la iglesia de San Pablo como las ruinas del monasterio son edificios catalogados de Grado I. En 2011, el Reino Unido nominó todo el sitio de la Abadía de Monkwearmouth-Jarrow para que la UNESCO lo designara Patrimonio de la Humanidad.

## Período anglosajón

### Fundación
Benito Biscop fundó el monasterio de San Pedro en Monkwearmouth en el año 674, en un terreno cedido por el rey Egfrido de Northumbria. Intentó construir un monasterio modelo para Inglaterra, compartiendo su conocimiento de la experiencia de las tradiciones romanas en una zona que antes estaba más influenciada por el cristianismo celta procedente de los misioneros de Melrose e Iona. Una carta papal del año 678 eximió al monasterio del control externo.

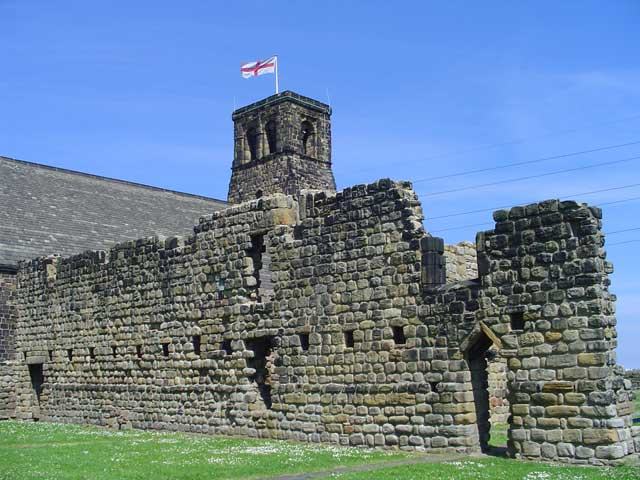
Restos del monasterio en Jarrow, en frente de la iglesia de San Pablo

En 682, el rey estaba tan satisfecho con el éxito de San Pedro que le dio a Benito un terreno en Jarrow, donde lo instó a construir un segundo monasterio. Éste se estableció en 685 como San Pablo. Benedicto nombró a Ceolfrido como su superior, quien llevó consigo a Jarrow monjes de Monkwearmouth, incluido un joven Beda.
Los dos monasterios fueron algunos de los primeros edificios de piedra que se construyeron en un reino inglés. Inglaterra no tenía albañiles, por lo que Benito trajo albañiles del Reino de los francos. Benito quería ventanas de vidrio, que también eran inusuales en Inglaterra, por lo que trajo vidrieros también del Reino de los francos. Los vidrieros tenían un taller en Monkwearmouth, en el río Wear, cerca del monasterio.
Benito viajó mucho por la Europa continental y trajo libros y otros materiales de Roma y de la Abadía de Lérins. También convenció a Juan, archicantor de la Basílica de San Pedro en Roma, para que fuera a enseñar canto llano en la abadía.
A la doble abadía a menudo se la conoce simplemente como "Jarrow", a pesar de que sus dos casas están a 11 km (7 millas) de distancia. El propio Benito fue el primer abad, y el monasterio floreció bajo su mando y el de sus sucesores Eosterwine, Ceolfrido y otros, durante 200 años. Benito, al salir de Inglaterra hacia Roma en 686, estableció a Ceolfrido como abad en Jarrow y a Eosterwine en Monkwearmouth; pero antes de su muerte estipuló que los dos sitios deberían funcionar como "un solo monasterio en dos lugares".

### Ceolfrido

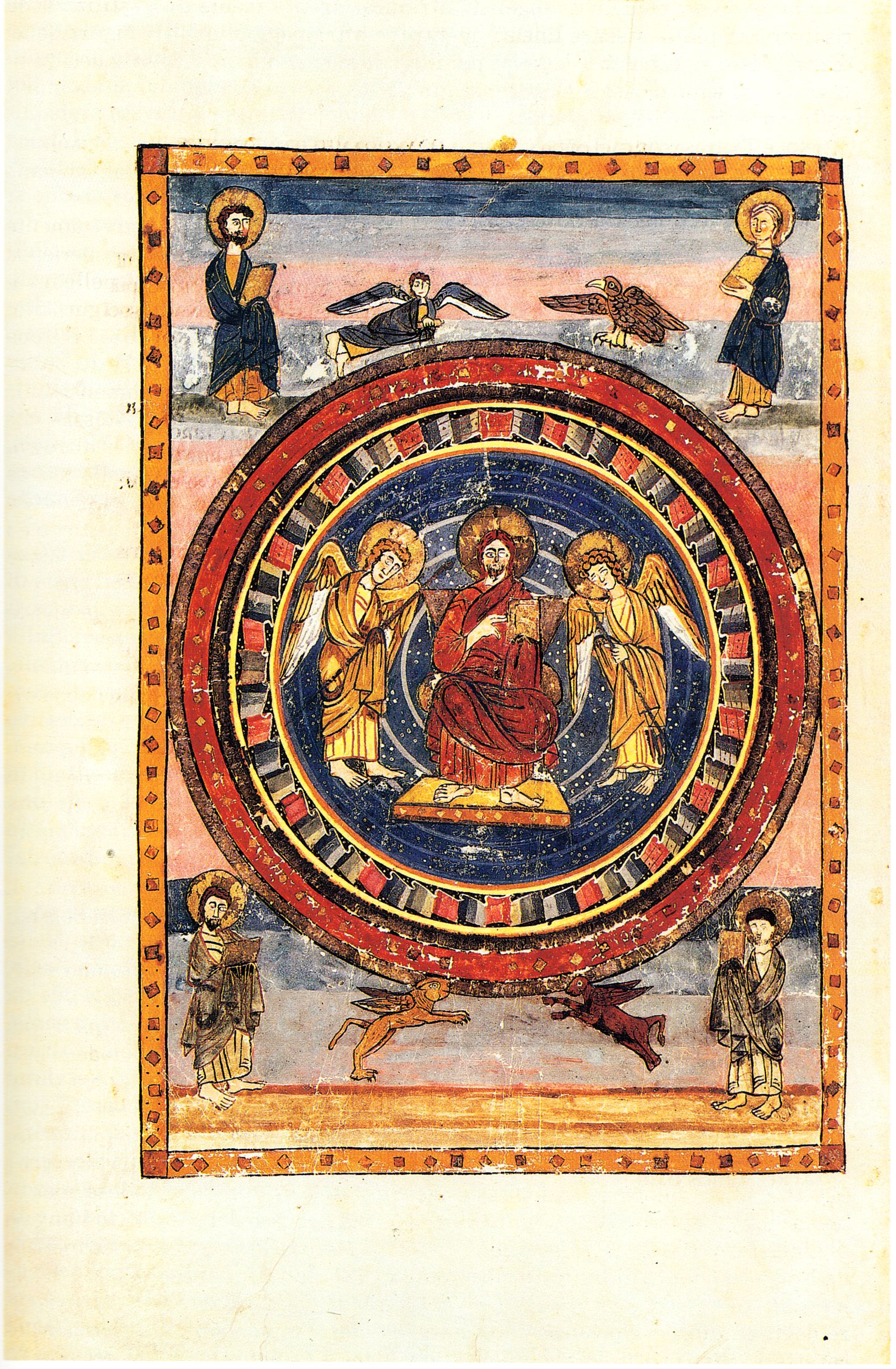
Ilustración de Maiestas Domini, rodeado por los Cuatro Evangelistas, al inicio del Nuevo Testamento en el Codex Amiatinus, escrito en Monkwearmouth-Jarrow

Como abad, Ceolfrido continuó el trabajo de Benito de establecer el monasterio como un centro de aprendizaje, erudición y, especialmente, producción de libros. Durante este tiempo surgió un estilo distintivo de la casa de escritura medio uncial. Cuando murió en el año 716, Monkwearmouth y Jarrow tenían entre ellos 600 monjes.
El principal proyecto de Ceolfrido era producir tres grandes Biblias "pandectas" (es decir, manuscritos que contuvieran el texto completo de la Biblia), destinadas a equipar las iglesias de San Pedro y San Pablo, con la tercera copia como regalo al papa. De las dos copias conservadas en la abadía, una se ha perdido por completo y de la otra sólo sobreviven fragmentos. La copia destinada al papa sobrevive bajo el nombre de Codex Amiatinus en Florencia y es la Biblia Vulgata más antigua que se conserva en el mundo. El propio Ceolfrido lo llevaba a Roma cuando murió en 716. Sus compañeros continuaron hasta Roma y se lo entregaron al papa Gregorio II, quien a cambio envió su agradecimiento al sucesor de Ceolfrido, el abad Hwaetberht.

### Beda

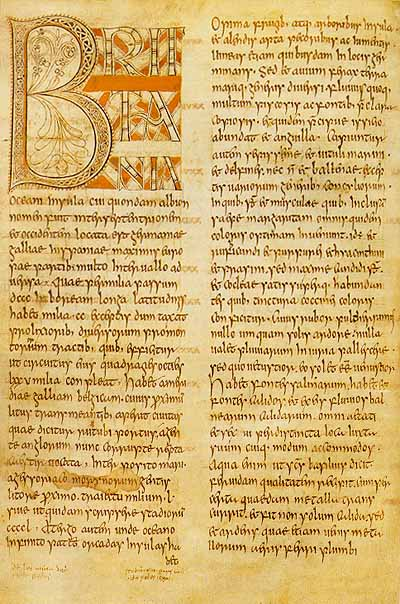
Una página del Beda de San Petersburgo, escrito en Monkwearmouth-Jarrow. Biblioteca Nacional Rusa, San Petersburgo.

La biblioteca que Benito Biscop había creado en sus viajes a Roma y luego entregada al monasterio la convirtió en la cuna no sólo del arte inglés sino de la literatura inglesa. Beda fue educado bajo el patrocinio de Ceolfrido y vivió, escribió y murió como monje en Jarrow. A su muerte, Beda se había establecido como la principal autoridad histórica y escritural de Inglaterra.
Después de su muerte, Beda tuvo una influencia vital en la suerte del monasterio. Sus escritos, sobre todo su Historia ecclesiastica gentis Anglorum, se hicieron tan populares en el siglo VIII que no sólo aseguraron la reputación de las casas, sino que influyeron en el desarrollo de la distintiva escritura minúscula de Monkwearmouth-Jarrow, desarrollada para aumentar la velocidad de producción de libros.

### Incursiones vikingas
En la década de 790, los vikingos comenzaron a atacar Inglaterra. Su primer objetivo fue el Priorato de Lindisfarne en 793, seguido de Monkwearmouth-Jarrow en 794. Los danos destruyeron la abadía alrededor de 860, y parece que finalmente fue abandonada a finales del siglo IX.

## Historia posterior

### Período normando
A principios de la década de 1070, Alduino, prior de la abadía de Winchcombe en Gloucestershire, se inspiró en la Historia de Beda para recorrer los sitios de los santos anglosajones de Northumbria, incluido Jarrow, donde celebró misas en las ruinas anglosajonas. Él y 23 hermanos de la Abadía de Evesham en Worcestershire comenzaron a construir un nuevo monasterio, pero sus áreas sur y oeste aún estaban incompletas cuando fueron llamados al priorato de la Catedral de Durham en 1083. Según el historiador y anticuario inglés Robert Surtees, la afirmación de Guillermo de Malmesbury de que Wearmouth y Jarrow fueron asaltadas por el rey escocés Malcolm III es dudosa debido a discrepancias en tiempo y lugar. Surtees señaló los escritos de Simeón de Durham, que era casi contemporáneo de Malcolm, señalando que Simeón no dijo nada de tal incursión y afirmó directamente que durante el período comprendido entre las invasiones danesas y el resurgimiento del monasterio por parte de Alduino, "el sitio del convento de Wearmouth quedó devastado y desolado durante doscientos ocho años".
Se ha dicho que "los monjes de Jarrow habían copiado el manuscrito del alfabeto himriyano" de Hadramaut (región de Ḥurayḍa), en la actual Yemen. Esto refleja la conexión cultural que existía antaño entre Oriente y Occidente.

### Refundación
Tanto Monkwearmouth como Jarrow se restablecieron a principios del siglo XIV, cada uno como una celda de la Abadía de Durham, ocupada por uno o dos monjes bajo un magíster o maestro.

### Disolución y secuelas
Bajo el rey Enrique VIII, el Parlamento aprobó la Ley de Supresión de Casas Religiosas de 1535, y en 1536 se disolvieron Monkwearmouth y Jarrow. En 1545, la Corona concedió toda la casa y la sede de la difunta celda de Monkwearmouth, valorada en unas 26 libras esterlinas al año, a Thomas Whitehead, un pariente del prior Hugh Whitehead de Durham, quien renunció a ese monasterio en 1540 y se convirtió en el primer decano de Durham. Monkwearmouth pasó después a la familia Widdrington y luego a la familia Fenwick.
Los restos de los edificios monásticos de Monkwearmouth se incorporaron a una mansión privada construida durante el reinado de Jacobo I. Esta se quemó en 1790 y no sobrevive ningún rastro del monasterio en la superficie. Los registros parroquiales, a excepción de algunas entradas tardías, también fueron destruidos en el incendio.

## Presente
La actual iglesia de San Pedro en Monkwearmouth, en la orilla norte del río Wear, incluye los restos de la antigua iglesia prioral y es una de las iglesias más antiguas de Gran Bretaña. Su torre fue construida en fases desde el siglo VII al X. La iglesia es ahora una de las tres iglesias de la parroquia de Monkwearmouth. Está al lado del campus de San Pedro de la Universidad de Sunderland y del Centro Nacional del Vidrio.
El sitio fue excavado por la arqueóloga Rosemary Cramp entre 1963 y 1978, con una excavación final en 1984. Las excavaciones de Cramp revelaron edificios anglosajones tempranos, así como restos de vidrio de los siglos VII y VIII.
Las ruinas de la casa de Jarrow sobreviven junto a la antigua iglesia abacial, que ahora es la iglesia parroquial de San Pablo. La nave sajona-normanda se derrumbó y fue reemplazada por una victoriana, pero el cancel anglosajón sobrevive, con el vitral más antiguo del mundo, hecho a partir de fragmentos excavados que datan aproximadamente del año 600. En el interior de la iglesia, cementada en la pared de la torre, se encuentra la losa de piedra original que registra la dedicación de la iglesia el 23 de abril de 685. Aparte del presbiterio de la iglesia de San Pablo, nada del monasterio del siglo VII sobrevive en la superficie, aunque su trazado original está delimitado con losas de piedra.

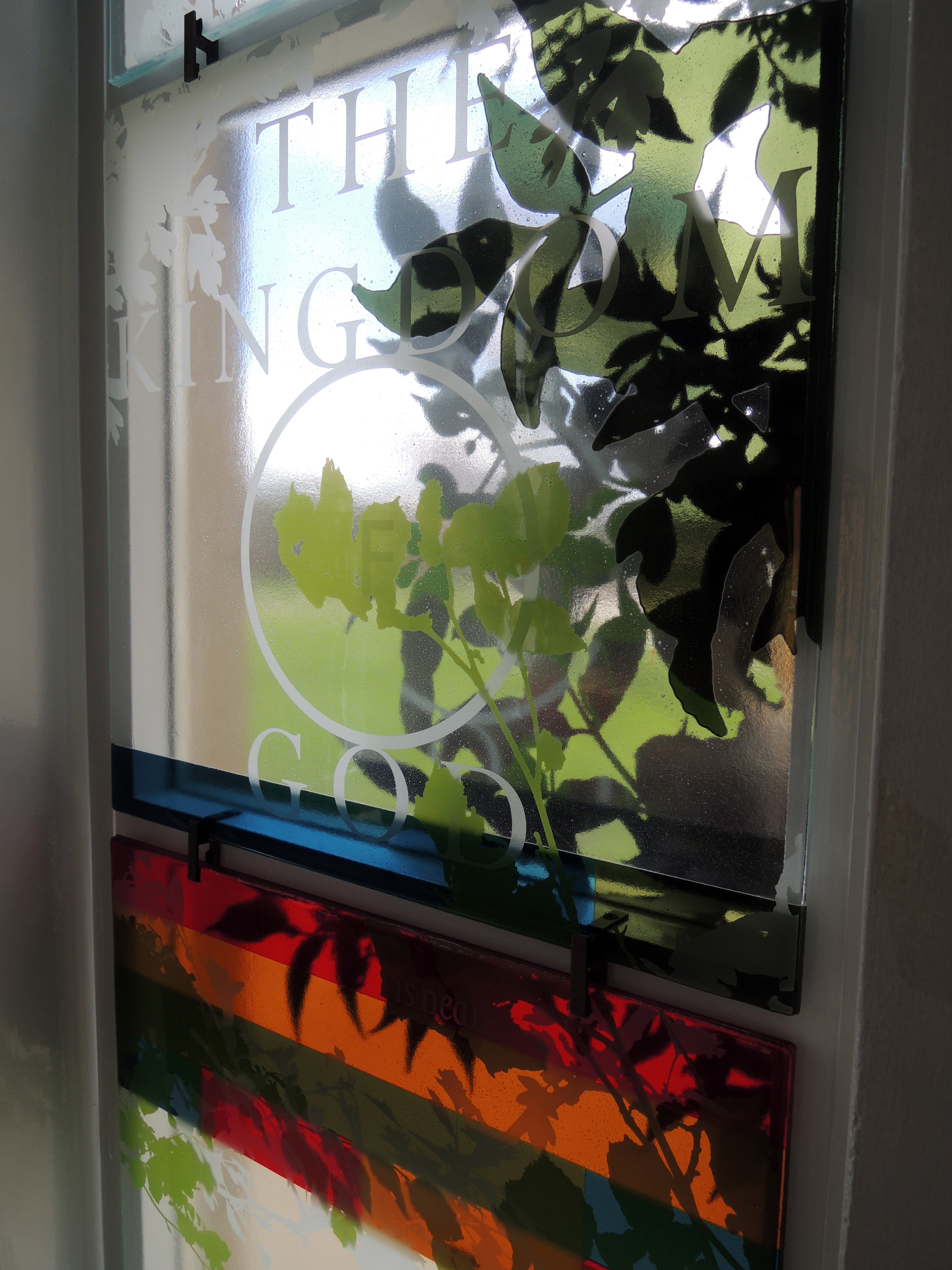
Ventanas de la sala capitular de San Pedro, obra de Rachel Welford y Adrian Riley (detalle)

En 2012 se lanzó una candidatura para declarar a estos monumentos Patrimonio de la Humanidad, pero posteriormente se retiró. En la oferta inicial, la importancia del sitio se describió como "evidencia de la llegada a Gran Bretaña y el desarrollo en Europa en el siglo VII del monaquismo comunitario ordenado y el resurgimiento del estilo arquitectónico romano, además de un ejemplo temprano y formativo del diseño del claustro, que se convirtió en estándar en Europa al norte de los Alpes durante el siguiente milenio y que luego fue transferido a otras partes del mundo". En apoyo de la oferta, los terrenos de la iglesia fueron remodelados marcando la huella original de la abadía, y la sala capitular recibió doce vidrieras contemporáneas diseñadas por los artistas Rachel Welford y Adrian Riley, inspiradas en el tratado de Beda El cálculo del tiempo. Las ventanas fueron fabricadas en el Centro Nacional del Vidrio y utilizaron técnicas de fabricación de vidrio contemporáneas que se cree fueron utilizadas por primera vez en un entorno eclesiástico.

## Museo Jarrow Hall

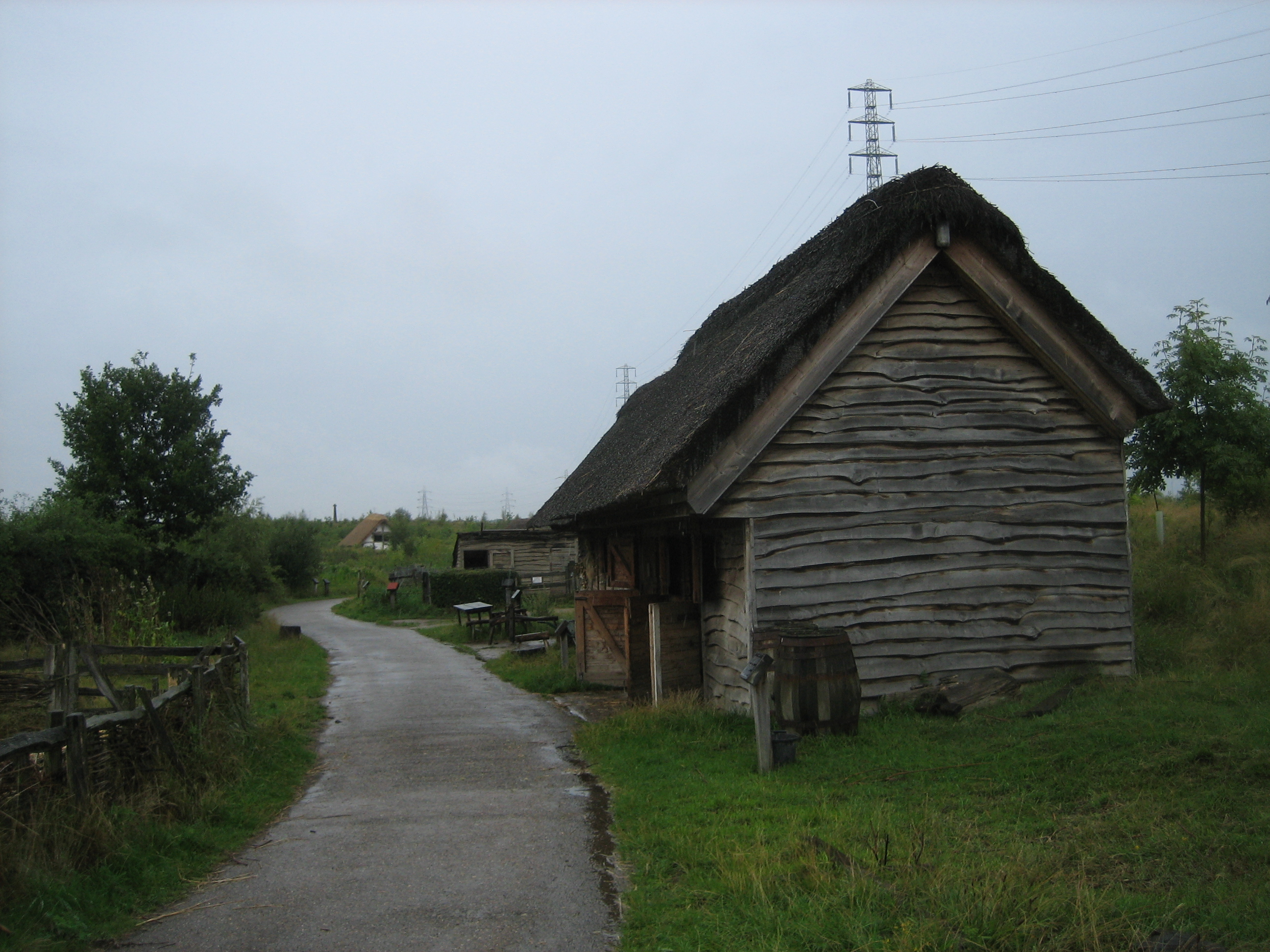
Réplica de una granja anglosajona en Jarrow Hall

Hoy en día, en Jarrow, cerca de los restos del monasterio, se encuentra Jarrow Hall, un sitio de 11 acres (4,5 ha) que contiene un museo de la vida y la época de Beda y la cultura anglosajona, incluida una réplica en funcionamiento de una granja anglosajona con réplicas de tres edificios de madera de Northumbria basados en evidencia arqueológica.
La granja demuestra la cría de cultivos y animales anglosajones, con animales criados para simular razas criadas en la Inglaterra anglosajona. También hay exhibiciones interactivas en el museo, con una exposición permanente de la "Era de Beda" y una colección de objetos anglosajones y posmedievales (muchos de ellos excavados en el sitio monástico de San Pablo, Jarrow), el histórico y catalogado Jarrow Hall House, que da nombre al lugar, y un huerto de hierbas.

## Enterramientos
- Sigfrido
- Eosterwine
- Benito Biscop

## Manuscritos escritos en la abadía
- Codex Amiatinus, c. 700–710
- Evangelio de san Cuthbert, c. 710
- Beda de San Petersburgo, entre el 731 y el 746
- Beda de Moore?, c. 735

El Novem Codices y el Codex Grandior también formaron parte de la biblioteca del monasterio, aunque fueron escritos en Italia.